# Бујонак
Бујонак (фр. Bouilhonnac) насеље је и општина у јужној Француској у региону Лангдок-Русијон, у департману Од која припада префектури Каркасон.
По подацима из 2011. године у општини је живело 228 становника, а густина насељености је износила 39,93 становника/km². Општина се простире на површини од 5,71 km². Налази се на средњој надморској висини од 160 метара (максималној 160 m, а минималној 80 m).

## Демографија
| 1962. | 1968. | 1975. | 1982. | 1990. | 1999. | 2011. |
| ----- | ----- | ----- | ----- | ----- | ----- | ----- |
| 143   | 167   | 132   | 140   | 181   | 215   | 228   |

График промене броја становника у току последњих година